# Прометеј с отока Вишевице
Прометеј с отока Вишевице је југословенски драмски филм из 1964. године који је режирао Ватрослав Мимица.

## Радња
Средовечни, помало већ оронули директор важног загребачког предузећа, Мате Бакула, отпутује са супругом на родно острво Вишевицу како би присуствовао свечаном откривању спомен-плоче, посвећене партизанима тог краја. 
За време боравка на отоку, Мату сустижу успомене из прошлости, на партизанску младост, прву љубав тј. прву супругу и на велики лични ентузијазам око довођења струје на острво, који мештани нису схватили.

## Улоге
| Глумац                | Улога                         |
| --------------------- | ----------------------------- |
| Слободан Димитријевић | Млади Мате                    |
| Јанез Врховец         | Мате                          |
| Мира Сардоч           | Матина супруга                |
| Дина Рутић            | Весна, Матина прва супруга    |
| Павле Вуисић          | Шјор Жане                     |
| Ета Бортолаци         | Мајчин глас                   |
| Андро Марјановић      | Сељак                         |
| Асја Кисић            | Нона                          |
| Драган Миливојевић    | млади Грго                    |
| Љиљана Генер          | Јонина жена                   |
| Хусеин Чокић          | Партијац                      |
| Иво Марјановић        | Ратни друг                    |
| Бранко Мајер          | Друг који конфицира намирнице |
| Тана Маскарели        | Матина матер                  |

## Награде
- Пула 65' - Велика златна арена за најбољи филм[3]; Сребрна арена за режију[3]; награда публике Јелен недељника ВУС[2];  Новчана награда жирија за камеру[2][3]
- Москва 65' - Специјално признање за режију[2]